# UEFA 유로 1996 선수 명단
다음은 UEFA 유로 1996에 참가한 선수 명단이다.